# Egidio d'Angelo
Egidio d'Angelo (Cremona, Itàlia, 3 de juliol de 1960) és un investigador, fisiòleg, neurocientífic i Catedràtic d'universitat italià.
Graduat en medicina el 1985, amb especialització en neurologia el 1989, Egidio d'Angelo exerceix com a catedràtic de fisiologia, i és el director de la unitat de l'Human Brain Project de la UE, de la Università degli Studi di Pavia (UNIPV). A la UNIPV, és coordinador del doctorat en Ciències Biomèdiques, copresident del Departament de Ciències del Cervell i del Comportament i membre de l'IRRCS Mondino. Imparteix classes de Fisiologia Humana (Neurologia, Farmàcia), Neurofisiologia del Sistema Avançat (Neurobiologia) i Neurociència (Interfacultatiu). És director de l’Escola Internacional d'Erice «Brain Cells and Circuits: Camillo Golgi». A més, coordina la investigació sobre el cervell a nivell internacional, que abasta des de la neurofisiologia a la neurotecnologia i la medicina, i ha coordinat nou projectes europeus i diversos projectes nacionals. Ha treballat en el desenvolupament i l'aplicació de tècniques experimentals i computacionals a la neurociència. És soci principal i codirector de l'emblemàtic projecte europeu 'Human Brain', un projecte col·laboratiu internacional que té com a objectiu construir un pont entre la investigació molecular cel·lular i la neurociència integradora a través de models computacionals i tecnologies avançades, i intenta cartografiar l'activitat cerebral per donar-hi respostes terapèutiques.